# Municipio de Scotch Cap
El municipio de Scotch Cap (en inglés: Scotch Cap Township) es un municipio ubicado en el condado de Perkins en el estado estadounidense de Dakota del Sur. En el año 2010 tenía una población de 29 habitantes y una densidad poblacional de 0,31 personas por km².

## Geografía
El municipio de Scotch Cap se encuentra ubicado en las coordenadas 45°30′39″N 102°38′16″O / 45.51083, -102.63778. Según la Oficina del Censo de los Estados Unidos, el municipio tiene una superficie total de 92.94 km², de la cual 91,69 km² corresponden a tierra firme y (1,34 %) 1,25 km² es agua.

## Demografía
Según el censo de 2010, había 29 personas residiendo en el municipio de Scotch Cap. La densidad de población era de 0,31 hab./km². De los 29 habitantes, el municipio de Scotch Cap estaba compuesto por el 100 % blancos. Del total de la población el 0 % eran hispanos o latinos de cualquier raza.